# Point Me at the Sky
Point Me at the Sky — п'ятий британський сингл гурту Pink Floyd. На другій стороні синглу — композиція «Careful with That Axe, Eugene». Композитори — Роджер Вотерс та Девід Гілмор.
«Point Me at the Sky» — один із прикладів композиції на науково-фантастичну тему, названий деякими критиками однією з найкращих робіт раннього періоду групи. Загальний настрій пісні — прагнення втекти (полетіти на фантастичному літальному апараті), незадоволеність дійсністю, похмуре бачення майбутнього. У структурі і мелодії пісні можна помітити певну схожість з композицією «Lucy In The Sky With Diamonds» групи «The Beatles».
Сингл не досяг успіху в чартах, тому група відмовилася від випуску синглів у Великій Британії до 1979 року, коли вийшов сингл Another Brick in the Wall, Part II з альбому «The Wall». Сингл, на думку групи, провалився через невдалий запис.
Набагато більшу популярність, ніж Point Me at the Sky, з часом набула композиція «Careful with That Axe, Eugene», вийшла на другій стороні синглу.

## Учасники запису
- Девід Гілмор — гітара, вокал

- Роджер Уотерс — бас-гітара, вокал

- Річард Райт — клавішні, орган, бек-вокал

- Нік Мейсон — ударні, перкусія